# Presle (Savoie)
Presle ist eine französische Gemeinde mit 434 Einwohnern (Stand: 1. Januar 2022) im Département Savoie in der Region Auvergne-Rhône-Alpes (vor 2016 Rhône-Alpes). Sie liegt im Arrondissement Chambéry und dem Kanton Montmélian (bis 2015 La Rochette). 

## Lage
Presle liegt etwa 25 Kilometer südöstlich von Chambéry. Umgeben wird Presle von den Nachbargemeinden 
- Valgelon-La Rochette mit La Rochette im Westen und Étable im Norden und Nordwesten,
- Le Verneil im Norden,
- Saint-Alban-d’Hurtières und Saint-Pierre-de-Belleville im Nordosten,
- Saint-Rémy-de-Maurienne im Osten und Südosten,
- Arvillard im Süden.

## Bevölkerungsentwicklung
| Jahr                       | 1962 | 1968 | 1975 | 1982 | 1990 | 1999 | 2006 | 2013 |
| -------------------------- | ---- | ---- | ---- | ---- | ---- | ---- | ---- | ---- |
| Einwohner                  | 375  | 306  | 250  | 284  | 296  | 375  | 437  | 433  |
| Quellen: Cassini und INSEE |      |      |      |      |      |      |      |      |